# Platja Gran de Palamós
La Platja Gran de Palamós és una platja urbana del municipi de Palamós, situada al tram oriental de la badia de Palamós, al Centre de la Costa Brava, a la comarca del Baix Empordà. Com el seu nom indica, és la platja més extensa del municipi. Limita a llevant amb el port de Palamós i a ponent amb la platja d'es Monestrí, del municipi de Calonge i Sant Antoni.
És una platja de sorra fina orientada al sud-sud-oest i es troba a una zona urbana amb un alt grau d'ocupació a l'estiu. Té una longitud de 990 metres i una amplada mitjana de 55 metres, amb un pendent d'entrada a l'aigua molt fort.
La platja ofereix diferents serveis als banyistes, com ara dutxes, bars i barracons, lloguer de para-sols i patins, banderes de salvament, papereres, zones per a infants, lloc de salvament, lavabos... A més a més, està adaptada per a minusvàlids i persones amb cadira de rodes.
Es pot accedir en cotxe per la C-31, a peu, en autobús o en barca.
L'Agència Catalana de l'Aigua efectua un control setmanal de la qualitat de l'aigua, durant la temporada de bany, amb el resultat d'excel·lent.

## Entorn
Aquesta platja té vistes al nucli històric del poble, el qual es troba just darrere de la platja, on es troba el barri mariner del Pedró, el qual també s'anomena el Barri de la Platja. En aquest, es troba l'església de Santa Maria, construïda al segle xv en estil gòtic.
A més a més, la platja se situa al costat d'un llarg passeig marítim que recorre tota la badia de Palamós ple de restaurants, bars i comerços.
Just davant hi ha el port, el principal de tota la Costa Brava i el segon gran port de creuers de Catalunya, rere el de Barcelona. Al capvespre és possible assistir a la llotja i observar com es descarrega el peix o les famoses Gambes de Palamós, o bé visitar el Museu de la Pesca, que se situa també al mateix port.
Al vespre també és un punt de diversió, ja que és una zona molt coneguda per l'animació nocturna i el seu gran ambient de bars, pubs i discoteques.
Al llarg del passeig marítim hi ha diversos canons davant el mar, són antics testimonis de la defensa del municipi davant els atacs pirates que es van desenvolupar fins al segle xix, entre els quals destaquen per la seva duresa el que va dur a terme el pirata turc Barbarroja l'octubre de 1543. Afortunadament, avui en dia aquests canons són testimonis d'un passat llunyà, i han servit d'inspiració per crear una de les havaneres més conegudes, anomenada "El canó de Palamós", i composta per Josep Lluís Ortega Monasterio.